# La Matanza de Acentejo
La Matanza de Acentejo es una localidad y municipio español perteneciente a la provincia de Santa Cruz de Tenerife, en la isla de Tenerife, comunidad autónoma de Canarias.
La capital municipal se encuentra en el casco de La Matanza, situado a 420 m s. n. m.

## Toponimia
El municipio toma su nombre de su capital administrativa, que a su vez procede del recuerdo de la batalla habida en esta zona entre castellanos y guanches durante la conquista de la isla en el siglo xv, en la que los segundos derrotaron a los primeros.
Hasta la reforma de la nomenclatura municipal de 1916 el municipio se llamaba simplemente La Matanza. En dicha fecha su nombre fue modificado por el de La Matanza de Acentejo. El apelativo «de Acentejo» se incorporó a la denominación municipal para diferenciarlo de otros pueblos homónimos, siendo un término de procedencia guanche que significa 'resonancia continua' según algunos investigadores.

## Símbolos

### Escudo
El escudo heráldico del municipio fue aprobado por el Gobierno de Canarias el 14 de diciembre de 1987. Su descripción es:
«Escudo partido, trayendo el primer cuartel, de gules, dos bastones (banotes) cruzados sobre una ballesta, todos de su color; y en el segundo, de sinople, tres racimos de uvas, de oro, puestos 2-1. Al Timbre, corona real cerrada.»

### Bandera
La bandera municipal de La Matanza fue igualmente aprobada por el Gobierno de Canarias el 14 de diciembre de 1987, siendo una bandera «bicolor, de 2/3 del ancho total, cargando sobre la misma el escudo»., su parecído a la bandera de Portugal se debe a la gran inmigración recibida de este país durante siglos.

## Geografía
Está situado en el nordeste de la isla, limitando con los municipios de La Victoria de Acentejo, Candelaria y El Sauzal.
Posee una superficie de 14,11 km², ocupando el 30.º puesto de la isla y el 52.º de la provincia.
La mayor altitud del municipio se sitúa a 1589 m s. n. m. y se ubica en la elevación conocida como Lomo del Jugo, en la dorsal de Pedro Gil.

### Hidrografía
Los principales barrancos del término municipal son el de Acentejo o San Antonio, límite con el municipio de La Victoria, el de La Vica, y el barranco de Cabrera, límite con El Sauzal.

### Clima
| Parámetros climáticos promedio de La Matanza de Acentejo (1991-2021) | Parámetros climáticos promedio de La Matanza de Acentejo (1991-2021) | Parámetros climáticos promedio de La Matanza de Acentejo (1991-2021) | Parámetros climáticos promedio de La Matanza de Acentejo (1991-2021) | Parámetros climáticos promedio de La Matanza de Acentejo (1991-2021) | Parámetros climáticos promedio de La Matanza de Acentejo (1991-2021) | Parámetros climáticos promedio de La Matanza de Acentejo (1991-2021) | Parámetros climáticos promedio de La Matanza de Acentejo (1991-2021) | Parámetros climáticos promedio de La Matanza de Acentejo (1991-2021) | Parámetros climáticos promedio de La Matanza de Acentejo (1991-2021) | Parámetros climáticos promedio de La Matanza de Acentejo (1991-2021) | Parámetros climáticos promedio de La Matanza de Acentejo (1991-2021) | Parámetros climáticos promedio de La Matanza de Acentejo (1991-2021) | Parámetros climáticos promedio de La Matanza de Acentejo (1991-2021) |
| Mes                                                                  | Ene.                                                                 | Feb.                                                                 | Mar.                                                                 | Abr.                                                                 | May.                                                                 | Jun.                                                                 | Jul.                                                                 | Ago.                                                                 | Sep.                                                                 | Oct.                                                                 | Nov.                                                                 | Dic.                                                                 | Anual                                                                |
| -------------------------------------------------------------------- | -------------------------------------------------------------------- | -------------------------------------------------------------------- | -------------------------------------------------------------------- | -------------------------------------------------------------------- | -------------------------------------------------------------------- | -------------------------------------------------------------------- | -------------------------------------------------------------------- | -------------------------------------------------------------------- | -------------------------------------------------------------------- | -------------------------------------------------------------------- | -------------------------------------------------------------------- | -------------------------------------------------------------------- | -------------------------------------------------------------------- |
| Temp. máx. media (°C)                                                | 15.6                                                                 | 15.4                                                                 | 16.7                                                                 | 17.4                                                                 | 19                                                                   | 21.2                                                                 | 23.2                                                                 | 24                                                                   | 23.1                                                                 | 21.2                                                                 | 18.3                                                                 | 16.8                                                                 | 19.3                                                                 |
| Temp. media (°C)                                                     | 13.6                                                                 | 13.2                                                                 | 14.1                                                                 | 14.8                                                                 | 16.3                                                                 | 18.2                                                                 | 20                                                                   | 20.9                                                                 | 20.2                                                                 | 18.8                                                                 | 16.3                                                                 | 14.8                                                                 | 16.8                                                                 |
| Temp. mín. media (°C)                                                | 12                                                                   | 11.5                                                                 | 12.1                                                                 | 12.7                                                                 | 14                                                                   | 15.7                                                                 | 17.5                                                                 | 18.5                                                                 | 18                                                                   | 16.9                                                                 | 14.8                                                                 | 13.3                                                                 | 14.8                                                                 |
| Precipitación total (mm)                                             | 32                                                                   | 34                                                                   | 37                                                                   | 26                                                                   | 17                                                                   | 15                                                                   | 16                                                                   | 12                                                                   | 12                                                                   | 31                                                                   | 36                                                                   | 39                                                                   | 307                                                                  |
| Fuente: Climate-data.org                                             |                                                                      |                                                                      |                                                                      |                                                                      |                                                                      |                                                                      |                                                                      |                                                                      |                                                                      |                                                                      |                                                                      |                                                                      |                                                                      |

### Flora y vegetación
El territorio municipal se encuentra profundamente transformado por la actividad humana, con lo que su vegetación natural es muy escasa y se concentra en las zonas costera y de cumbres.
En la costa acantilada persisten matorrales de tomillo marino Frankenia ericifolia y lechuga de mar Astydamia latifolia típicos de las costas rocosas canarias, con algunos enclaves de tabaibal-cardonal, comunidades de gomereta Aeonium lindleyi, y matorrales de incienso Artemisia thuscula y vinagreras Rumex lunaria. Sobre los acantilados conocidos como Risco del Perro se encuentran matorrales de leña negra Rhamnus crenulata y granadillos Hypericum canariense, propios de los lugares que ocuparan los bosques termófilos canarios. En los barrancos están presentes los zarzales de Rubus ulmifolius y los cañaverales de Arundo donax, mientras que en sus tramos superiores y en la zona de cumbres se desarrolla el fayal-brezal. La mayor parte del área forestal está compuesta de plantaciones de pino insigne Pinus radiata y castaños Castanea sativa, aunque en el entorno de Montaña la Morra y Lomo del Jugo pervive una pequeña superficie de pinar natural de pino canario Pinus canariensis.
En el municipio se encuentra uno de los árboles monumentales de la isla, el conocido como Bellotero de San Antonio.

### Espacios protegidos
La Matanza posee parte de los espacios naturales catalogados como Paisajes Protegidos de Las Lagunetas y Costa de Acentejo, un enclave donde se refugian numerosas aves marinas y de interés botánico dados los endemismos que conserva, como el escaso pico de paloma Lotus maculatus. La superficie del primero de estos espacios también está declarada como Zona Especial de Conservación y Zona de Especial Protección para las Aves, y constituye además el monte de utilidad pública denominado «Pozo de Horno».

### Comunicaciones

#### Carreteras
Al municipio se accede principalmente por la Autopista del Norte TF-5 y por la carretera general TF-217.

#### Transporte público
Los servicios de transporte regular en autobús —guagua— los cubre la empresa Transportes Interurbanos de Tenerife, S.A.U. (TITSA), mediante las siguientes líneas:
| Línea | Trayecto                                                   | Recorrido                                                         |
| ----- | ---------------------------------------------------------- | ----------------------------------------------------------------- |
| 011   | La Laguna - El Sauzal (por C/ El Calvario de Tacoronte)    | Horario/Línea                                                     |
| 062   | La Laguna - La Orotava (por la Comarca de Acentejo)        | Horario/Línea                                                     |
| 101   | Santa Cruz - Puerto de la Cruz (por carretera general)     | Horario/Línea                                                     |
| 102   | Santa Cruz - Aeropuerto Norte - Puerto de la Cruz (exprés) | Horario/Línea                                                     |
| 107   | Santa Cruz - Buenavista (por Aeropuerto Norte)             | Horario/Línea                                                     |
| 108   | Santa Cruz - Icod de los Vinos (por Aeropuerto Norte)      | Horario/Línea                                                     |
| 310   | La Orotava - Universidad - Hospitales                      | Horario/Línea Archivado el 2 de junio de 2016 en Wayback Machine. |

## Historia

### Etapa guanche: antes del sigloxv

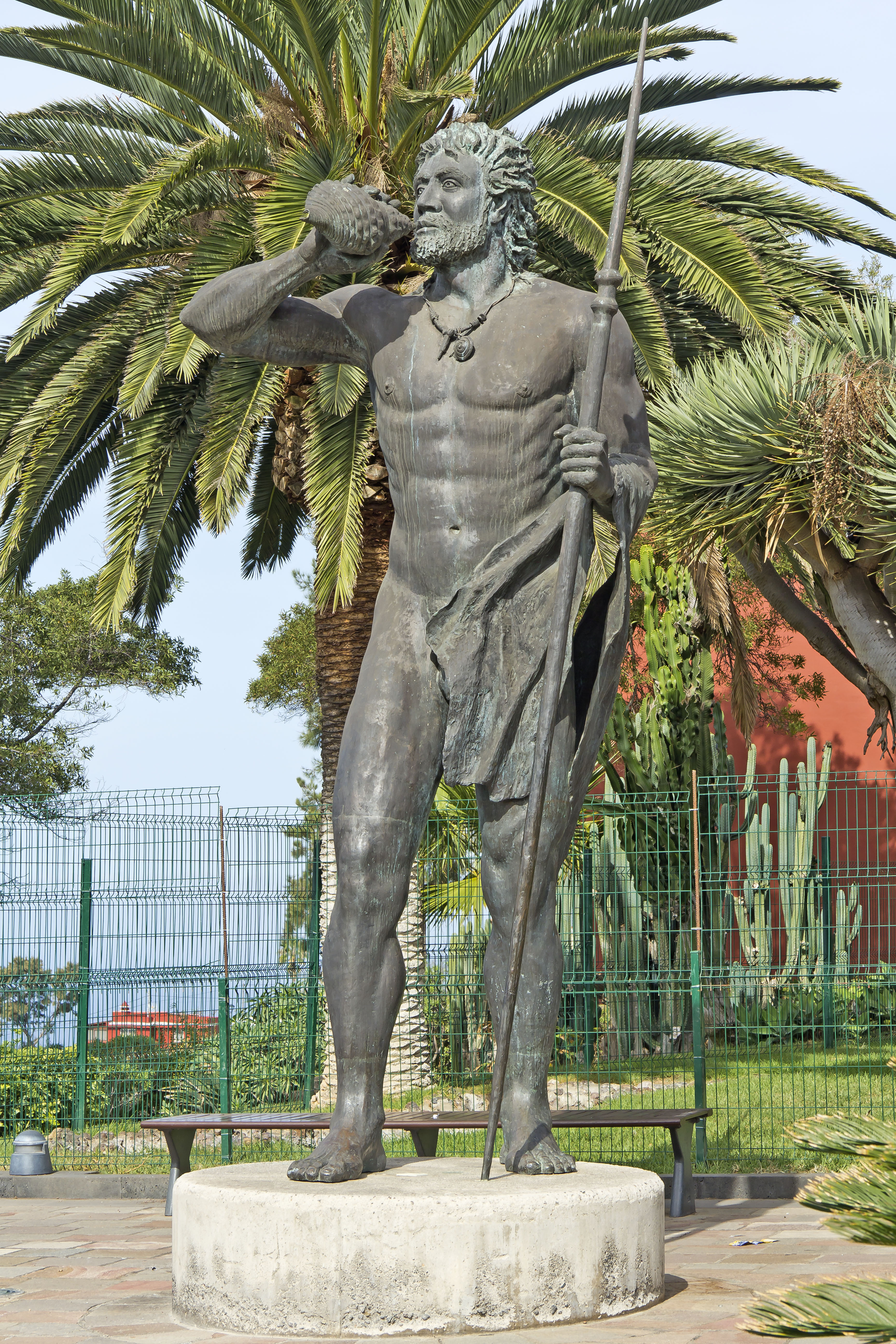
Escultura homenaje a Tinguaro. Obra de Miguel Ángel Padilla (2007)

El territorio municipal se encuentra habitado desde época guanche, habiendo formado parte del reino o menceyato de Tacoronte, sugiriendo algunos investigadores que el límite de este reino con el de Taoro se ubicaba en el barranco de Acentejo.
Dentro del moderno término municipal, los lugares que concentraban mayor población guanche fueron las zonas costeras en torno al Risco del Perro y el barranco de Acentejo.

### Conquista y colonización europeas: siglosxvyxvi
A finales del mes de mayo de 1494, durante los inicios de la conquista de la isla, tiene lugar en el barranco de Acentejo el primer enfrentamiento entre guanches y castellanos conocido como Matanza de Acentejo. Los guanches, al mando del mencey Bencomo de Taoro, emboscan a los conquistadores en el barranco, donde no podían hacer buen uso de la caballería. Las fuerzas guanches habían sido divididas en dos, atacando la vanguardia el propio Bencomo mientras su hermano Tinguaro atacaba el flanco del ejército castellano. Los conquistadores fueron completamente derrotados, siendo herido el propio capitán Alonso Fernández de Lugo, viéndose en la obligación de abandonar momentáneamente la invasión.
Tras la finalización de la conquista en 1496, La Matanza fue uno de los lugares más intensamente poblados durante la colonización.

### Antiguo Régimen: siglosxviiyxviii

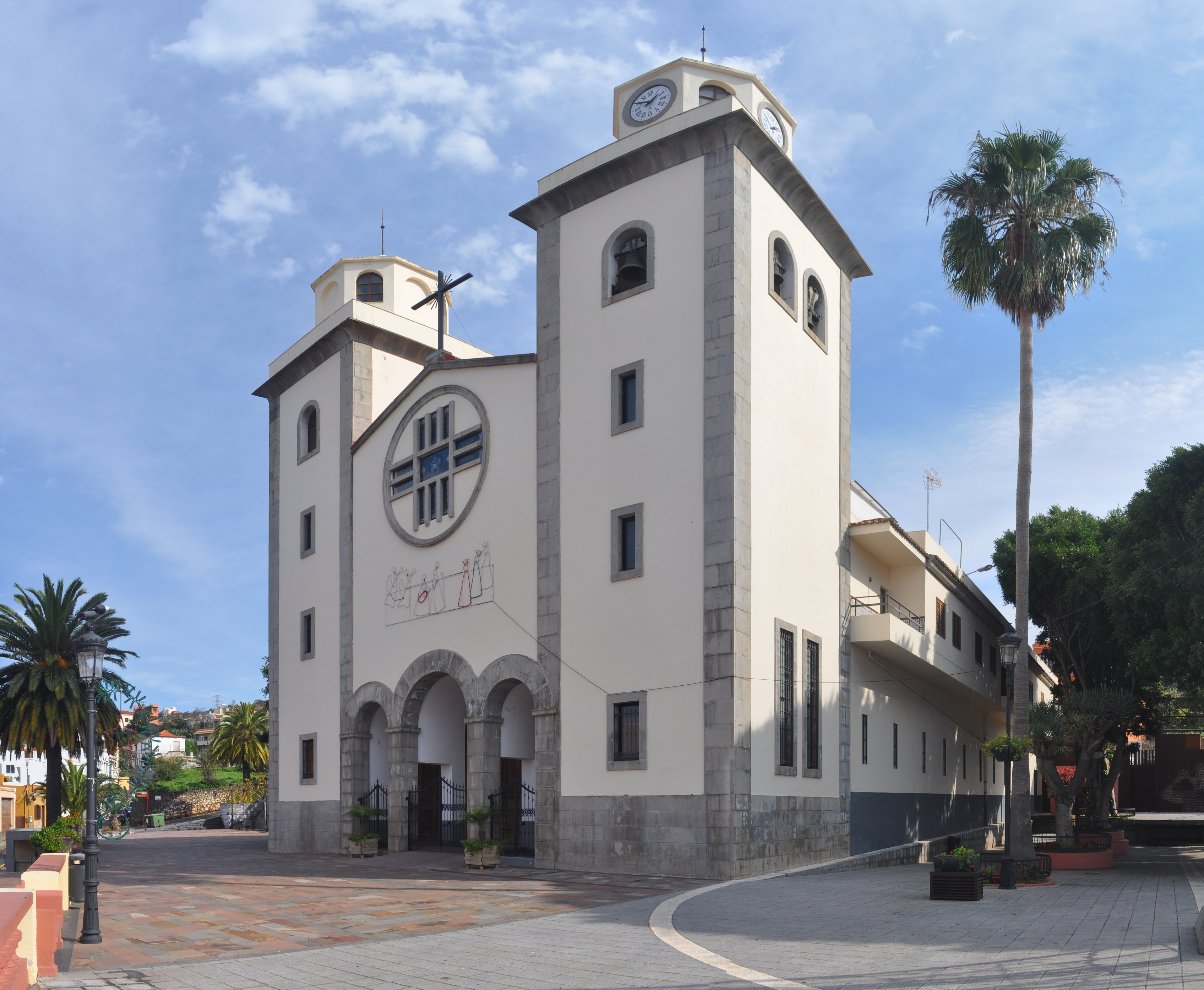
Parroquia El Salvador

En 1615 se eleva al rango de parroquia la iglesia del Salvador, siendo segregada su feligresía de la matriz de San Pedro Apóstol de El Sauzal.
El lugar cuenta con alcalde real por lo menos desde 1624.
En la obra del religioso Juan Núñez de la Peña Conquista y antigüedades de las islas de Gran Canaria y su descripción se dice del lugar:

MATANZA. El lugar de la Matança esta légua y media de la Ciudad, tiene muchas viñas, la Parroquia es de San Salvador con su Cura; tiene Alcalde; tiene dos Ermitas, vna de San Antonio Abad y otra de San Diego.
Juan Núñez de la Peña, 1676.

En 1768 el rey Carlos III crea los cargos públicos de síndico personero, diputado del común y fiel de fechos para los lugares que contaran con alcalde real, siendo elegidos por los propios vecinos mediante sufragio censitario. Se forma así el primer «ayuntamiento» de La Matanza.
El historiador tinerfeño José de Viera y Clavijo describe La Matanza a finales del siglo xviii de la siguiente manera:

MATANZA. Dista media legua del Sauzal, y dos y media de La Laguna. Llamóse en otro tiempo Acentejo; y Matanza, después de la derrota de los españoles en aquel sitio por los guanches. Es terreno de buenas viñas, pueblo poco arruado, con iglesia decente de 3 naves y cura provisión del obispo, además de otros sacerdotes. El vecindario es de 1.181 personas. Ha habido un hospicio de San Franciso y dos ermitas; San Antonio Abad, hacia la cumbre, y San Diego, hacia el mar.
José de Viera y Clavijo, 1772-1773.

### Etapa moderna: siglosxixyxx
En 1812 La Matanza se convierte en municipio independiente sobre la base de la nueva organización municipal surgida de la Constitución de Cádiz, consolidándose como tal a partir de 1836 cuando se le dota de poder económico.
A mediados del siglo xix Pascual Madoz dice de La Matanza en su Diccionario:

MATANZA (LA), llamada antiguamente por los guanches ACENTEJO: villa con ayuntamiento en la isla y diócesis de Tenerife, (...) partido judicial de la Laguna (distante 2 1/1 leguas). SITUACIÓN: Al N. de la isla, en terreno desigual y con buena ventilación y CLIMA sano. Tiene unas 300 CASAS poco distantes unas de otras, 3 escuelas de niños y otras tantas de niñas; á las primeras concurren 25 y á las segundas 22; el caudal del pósito antes del reintegro, según manifiestan los estados de 1835, era de 241 reales. La iglesia parroquial dedicada al Salvador es de entrada, (...); en su jurisdicción se encuentran también 2 ermitas con culto público. Confina el TÉRMINO N. y O. con el mar, y por los demás puntos con las jurisdicción del Sausal (á 1/2 leguas), Santa Úrsula y la Victoria. El TERRENO es bastante llano y fértil, atravesando por él el CAMINO que partiendo de la capital de la isla Santa Cruz de Tenerife, la cruza de Este á Oeste y después da vuelta á casi toda ella, costeándola por su litoral hasta regresar al mismo punto de partida. El CORREO se recibe de la capital del partido en dias indeterminados; PRODUCCIÓN: trigo, centeno, legumbres, patatas, vino y otros frutos menores; se cria algún ganado, y hay caza de conejos y liebres; POBLACIÓN: 301 vecinos, 1.374 almas (...). Esta población tomó el nombre que hoy tiene á consecuencia de la derrota que sufrieron los españoles en este punto, ocasionada por los guanches, sus pobladores, en la cual hubo gran mortandad.
Pascual Madoz, 1848.

El 26 de junio de 1936, ligado al inicio de la guerra civil española, se produce el incendio de la iglesia parroquial de La Matanza por parte de un grupo de anarquistas que habían entrado en el templo para robar.
El 19 de junio de 1985 el Gobierno de Canarias concede al municipio el título de villa.

## Demografía
La Matanza de Acentejo cuenta con una población de 9160 habitantes (INE 2024).
| Gráfica de evolución demográfica de La Matanza de Acentejo entre 1842 y 2021 |
| |
| Población de derecho según los censos de población del INE Población de hecho según los censos de población del INEEn estos censos se denominaba Matanza: 1842, 1857, 1860, 1877, 1887, 1897, 1900 y 1910 |

Por edades existía un 70 % de personas entre 15 y 64 años, un 15 % mayor de 65 años y un 15 % entre 0 y 14 años. Por sexos contaba con 4538 hombres y 4406 mujeres. En cuanto al lugar de nacimiento, el 87 % de los habitantes del municipio eran nacidos en Canarias, de los cuales el 56 % habían nacido en el propio municipio, el 41 % en otro municipio de la isla y un 3 % procedía de otra isla del archipiélago. El resto de la población la componía un 3 % de nacidos en el resto de España y un 10 % de nacidos en el Extranjero, de los cuales el 58 % era originario del resto de Europa y un 3 9% de América.
| Entidad singular                           | Habitantes |
| ------------------------------------------ | ---------- |
| Acentejo                                   | 296        |
| El Caletón                                 | 71         |
| Guía                                       | 918        |
| La Matanza de Acentejo (capital municipal) | 5398       |
| Las Breñas                                 | 654        |
| San Antonio                                | 1067       |
| San Cristóbal                              | 540        |
| Total del municipio                        | 8944       |

## Economía
La Matanza se encuentra incluido en la comarca vitivinícola Tacoronte-Acentejo, donde se producen vinos bien considerados. La vid acapara la mayor extensión de tierras del municipio, compartiéndose con cultivos de secano y frutales.

## Administración y política

### Gobierno municipal
El municipio se rige por su Ayuntamiento, compuesto por trece concejales.
| Periodo   | Nombre                           | Partido | Partido                                  |
| --------- | -------------------------------- | ------- | ---------------------------------------- |
| 1979-1983 | Domingo Diego González Gutiérrez |         | Unión de Centro Democrático (UCD)        |
| 1983-act. | Ignacio Rodríguez Jorge          |         | Partido Socialista Obrero Español (PSOE) |

| Partido político | Partido político                             | 1979   | 1983   | 1987   | 1991   | 1995   | 1999   | 2003   | 2007   | 2011   | 2015   | 2019   | 2023   |
| Partido político | Partido político                             | Ediles | Ediles | Ediles | Ediles | Ediles | Ediles | Ediles | Ediles | Ediles | Ediles | Ediles | Ediles |
|                  | Agrupación Tinerfeña de Independientes (ATI) |        | 6      | 1      | 2      |        |        |        |        |        |        |        |        |
|                  | Coalición Canaria (CC)                       |        |        |        |        | 1      | 2      | 2      | 2      | 1      | 0      | 0      | 0      |
|                  | Partido Popular (PP)                         |        |        |        | 0      | 1      | 0      | 1      | 1      | 2      | 2      | 2      | 2      |
|                  | Partido Socialista Obrero Español (PSOE)     | 2      | 7      | 12     | 11     | 11     | 11     | 10     | 10     | 10     | 11     | 11     | 11     |
|                  | Unión de Centro Democrático (UCD)            | 11     |        |        |        |        |        |        |        |        |        |        |        |

### Organización territorial
La Matanza se incluye en su mayor parte en la Comarca de Acentejo, perteneciendo su superficie inmersa en el Paisaje Protegido de Las Lagunetas a la Comarca del Macizo Central. También forma parte de las Mancomunidades del Norte y Nordeste de Tenerife.
El municipio se encuentra dividido en siete entidades singulares de población, algunas divididas en otros núcleos:
| Entidad singular                           | Núcleos                                        | Superficie (km²) |
| ------------------------------------------ | ---------------------------------------------- | ---------------- |
| Acentejo                                   | Jagre Lomo la Candelaria                       | -                |
| Guía                                       | Guía Tío Andrés                                | -                |
| El Caletón                                 |                                                | -                |
| La Matanza de Acentejo (capital municipal) | La Matanza de Acentejo (casco) Cruz del Camino | -                |
| Las Breñas                                 | Puntillo del Sol Risco del Perro               | -                |
| San Antonio                                |                                                | -                |
| San Cristóbal                              | El Pirul El Reventón La Vica                   | -                |
|                                            | Total                                          | 14.11            |

## Cultura

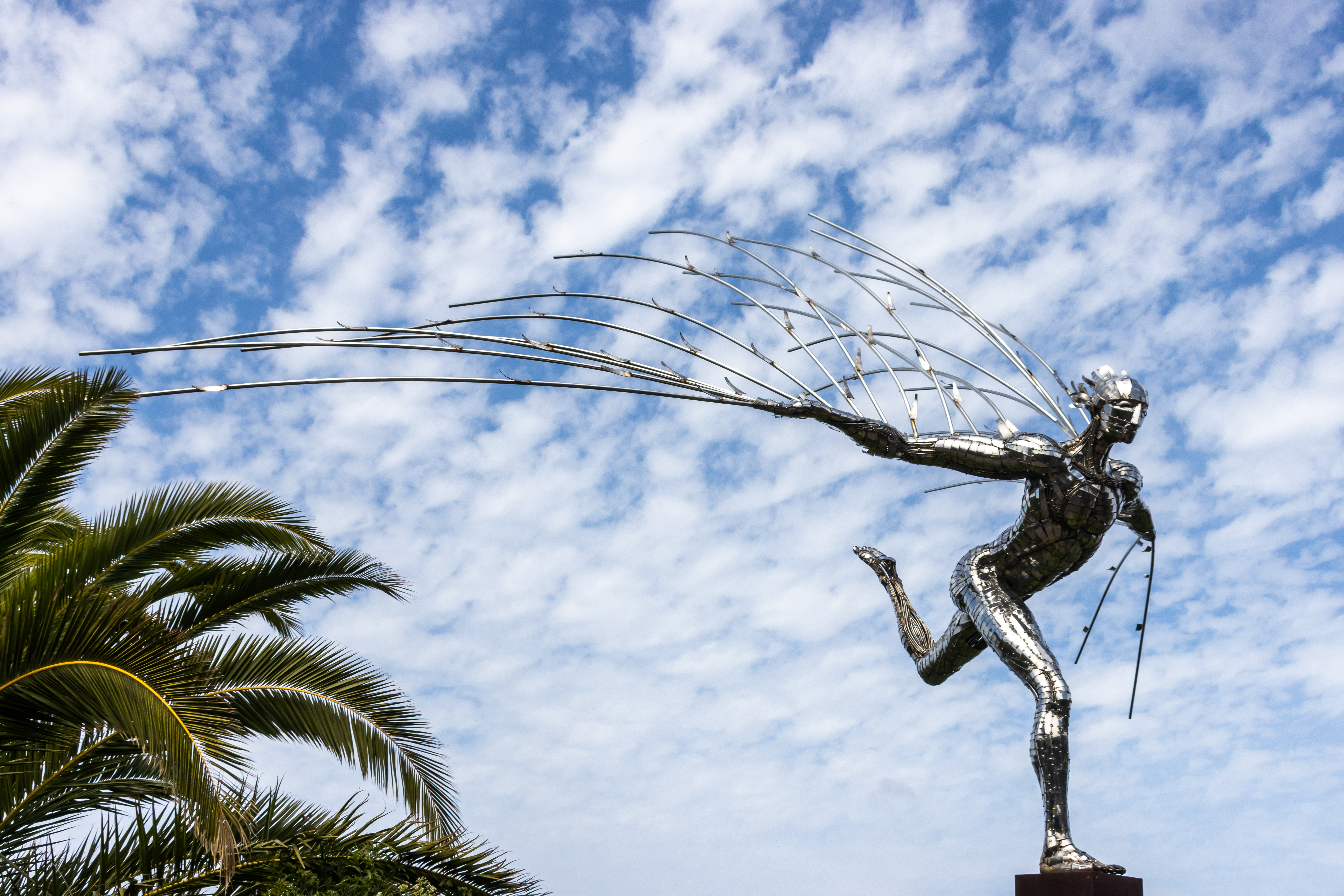
Ícaro Salvado, obra de Julio Nieto

### Patrimonio
El santuario de San Antonio Abad es el edificio religioso más vetusto del municipio, se trata de uno de los templos más antiguos de la isla de Tenerife. La parroquia de El Salvador está levantada sobre otro templo más antiguo que fue incendiado en julio de 1936. En su capital, la calle Real y las inmediaciones del viejo consistorio conservan en buen estado diversos ejemplos de arquitectura tradicional.

### Fiestas
En el municipio se celebran diversas festividades, siendo días festivos locales el Martes de Carnaval y el 6 de agosto, día de El Salvador.
Asimismo, destacan las fiestas de San Antonio Abad, patrono de los animales y de la cabaña ganadera, que se celebra el 17 de enero. Se trata de una gran fiesta de raigambre ganadera y campesina, la más antigua de este tipo en la isla y de las más antiguas del archipiélago canario. Dentro de esta festividad destaca la llamada Octava Ganadera, una importante feria de ganado de importancia insular y regional.

### Religión
La población creyente del municipio profesa principalmente la religión católica, estando reunida la feligresía en la parroquia del Salvador, perteneciente al arciprestazgo de Tacoronte de la diócesis de Tenerife.
La Matanza se encuentra bajo el patronazgo religioso de El Salvador y de la Virgen del Rosario. 
Está en construcción una réplica a tamaño real del interior del Santo Sepulcro de Jerusalén, lugar en el que según la tradición cristiana fue llevado el cuerpo de Jesucristo tras su crucifixión. Dicha réplica se ubicará en la plaza de El Salvador del municipio. En esa estancia se pretende colocar también una réplica de la Sábana Santa que se conserva en Turín.

## Personas notables
- Antonio Benavides Bazán y Molina, nacido en diciembre de 1678, teniente general que tuvo a su cargo importantes misiones militares en tierras americanas.